# Villa Imperial (Ichilo)
Villa Imperial (auch: Surutú) ist eine Ortschaft im Departamento Santa Cruz im südamerikanischen Andenstaat Bolivien.

## Lage im Nahraum
Villa Imperial ist die sechstgrößte Ortschaft des Kanton San Carlos im Municipio San Carlos in der Provinz Ichilo. Die Gemeinde liegt auf einer Höhe von 316 m am rechten, östlichen Ufer des Río Yapacaní, drei Kilometer südlich der Mündung des Río Surutú bei Santa Fe de Yapacaní.

## Geographie
Villa Imperial liegt östlich vorgelagert der bolivianischen Cordillera Oriental am Rande des bolivianischen Tieflandes.
Die Jahresdurchschnittstemperatur der Region liegt bei etwa 24 °C (siehe Klimadiagramm Santa Fe de Yapacaní) und schwankt nur unwesentlich zwischen knapp 21 °C im Juni und Juli und gut 26 °C von November bis Januar. Der Jahresniederschlag beträgt etwa 1800 mm, bei Monatsniederschlägen zwischen 60 mm im Juli und durchschnittlichen Höchstwerten von 200 bis 300 mm in den Sommermonaten von Dezember bis Februar.

## Verkehrsnetz
Südöstlich von Villa Imperial in einer Entfernung von 127 Straßenkilometer liegt Santa Cruz, die Hauptstadt des Departamentos.
An der 1657 Kilometer langen Nationalstraße Ruta 4, die von Tambo Quemado an der chilenischen Grenze in West-Ost-Richtung das gesamte Land durchquert und nach Puerto Suárez an der brasilianischen Grenze führt, liegt sieben Kilometer nördlich von Villa Imperial die Stadt Santa Fe de Yapacaní. Die Ruta 4 führt von dort in östlicher Richtung weiter nach Santa Cruz de la Sierra und Roboré, bis sie schließlich die brasilianische Grenze erreicht.

## Bevölkerung
Die Einwohnerzahl der Ortschaft ist in dem Jahrzehnt zwischen den beiden letzten Volkszählungen auf ein Mehrfaches angestiegen:
| Jahr | Einwohner         | Quelle       |
| ---- | ----------------- | ------------ |
| 1992 | keine Detaildaten | Volkszählung |
| 2001 | 67                | Volkszählung |
| 2012 | 514               | Volkszählung |
| 2024 |                   | Volkszählung |

Aufgrund der Mitte des 20. Jahrhunderts erfolgten Zuwanderung aus dem Altiplano weist die Region einen gewissen Anteil an Quechua-Bevölkerung auf, im Municipio San Carlos sprechen 23,8 Prozent der Bevölkerung Quechua.